# Armour (Dakota Południowa)
Armour – miasto w Stanach Zjednoczonych, w stanie Dakota Południowa, siedziba administracyjna hrabstwa Douglas.